# Taxiphyllum fluitans
Taxiphyllum fluitans är en bladmossart som beskrevs av Brotherus 1928. Taxiphyllum fluitans ingår i släktet Taxiphyllum och familjen Hypnaceae. Inga underarter finns listade i Catalogue of Life.